# 5300
5300（五千三百、五三〇〇、ごせんさんびゃく）は自然数、また整数において、5299の次で5301の前の数である。

## 性質
- 5300は合成数であり、約数は 1, 2, 4, 5, 10, 20, 25, 50, 53, 100, 106, 212, 265, 530, 1060, 1325, 2650, 5300 である。
  - 約数の和は11718。
- 各位の和が8になる155番目の数である。1つ前は5210、次は6002。
- 5300 = 83 + 93 + 103 + 113 + 123
  - 5連続整数の立方数の和で表せる数である。1つ前は3915、次は6985。(オンライン整数列大辞典の数列 A027604)

## その他 5300 に関連すること
- ニュース番組制作システム。→5300 (放送)
- 5300系と5300形